# Appell (Fechten)
Der Appell ist eine Bewegung im Fechten, die in die klassische Fechtschule eingeordnet und heute nur noch selten vermittelt wird. Der Appell ist eine schnelle, leichte Bewegung. Es wird damit das leichte, lebhafte Vortreten mit dem vorgesetzten Fuß, um den Gegner zu verwirren oder abzulenken, bezeichnet. 
Durch die Finte des Appells ist man dem Gegner ein Fechttempo voraus. Man zwingt ihn zu einer Reaktion, mit darauf folgender eigener Aktion, auf die er nicht vorbereitet ist. Beim Appell ist die Haltung des Oberkörpers aufrecht. Das Gewicht liegt nach Möglichkeit gleich auf beiden Beinen verteilt, damit eine Bewegung sowohl vorwärts als auch rückwärts möglich ist. Dem Appell folgt oft ein Ausfall oder bei geübten Fechtern eine Flèche.